# Celler Gans
| Celler Gans           | Celler Gans                                                          |
| Celler Gänse          | Celler Gänse                                                         |
| --------------------- | -------------------------------------------------------------------- |
| Herkunft              | Landkreis Celle, Deutschland                                         |
| Standard              | - BDRG seit 1973 - EE                                                |
| Gewicht               | - Ganter: 5,5 bis 6,5 kg - Gans: 4,0 bis 6,0 kg                      |
| Farbenschläge         | Helllederbraun mit dunkleren Abzeichen, jede Feder mit hellerem Saum |
| Ringgröße             | 24 mm                                                                |
| Bruttrieb             | vorhanden                                                            |
| Legezeit              |                                                                      |
| Legeleistung          | - 50 Stück - Mindesteigewicht: 130 g - Eierschalenfarbe: weiß        |
| Liste von Gänserassen |                                                                      |

Die Celler Gans ist eine mittelgroße Rasse der europäischen Hausgans.

## Merkmale
Die Celler Gänse sind wetterharte, bewegliche und zutrauliche Gänse. Der Bruttrieb ist bei dieser Rasse vorhanden.
Der einzige Farbenschlag dieser Rasse ist Braun.

## Geschichte
Die Celler Gans wurde ab 1948 in Celle und Umgebung aus braunen und braun-gescheckten Landgänsen gezüchtet. In den 1960er Jahren bemühte sich die Bundesforschungsanstalt für Kleintierzucht um die Rasse, die 1973 anerkannt wurde.